# Тит Помпоний Бас
Тит Помпоний Бас (на латински: Titus Pomponius Bassus) е политик и сенатор на Римската империя през края на 1 и началото на 2 век. Произлиза от фамилията Помпонии и е роднина с Тит Помпоний Атик.
От 79/80 до 80/81 г. Помпоний Бас е легат (legatus proconsulis Asiae) в Азия. През 94 г. е суфектконсул заедно с Луций Силий Дециан. През 101 г. е легат (legatus Augusti pro praetore) в Кападокия и Галация. През 101 г. император Траян го прави curator rei alimenariae в Италия.
Неговият син Луций Помпоний Бас е суфектконсул през 118 г.